# Brachystelma coddii
Brachystelma coddii är en oleanderväxtart. Brachystelma coddii ingår i släktet Brachystelma och familjen oleanderväxter.

## Underarter
Arten delas in i följande underarter:
- B. c. coddii
- B. c. kituloense